# Deidesheimer Kalkofen

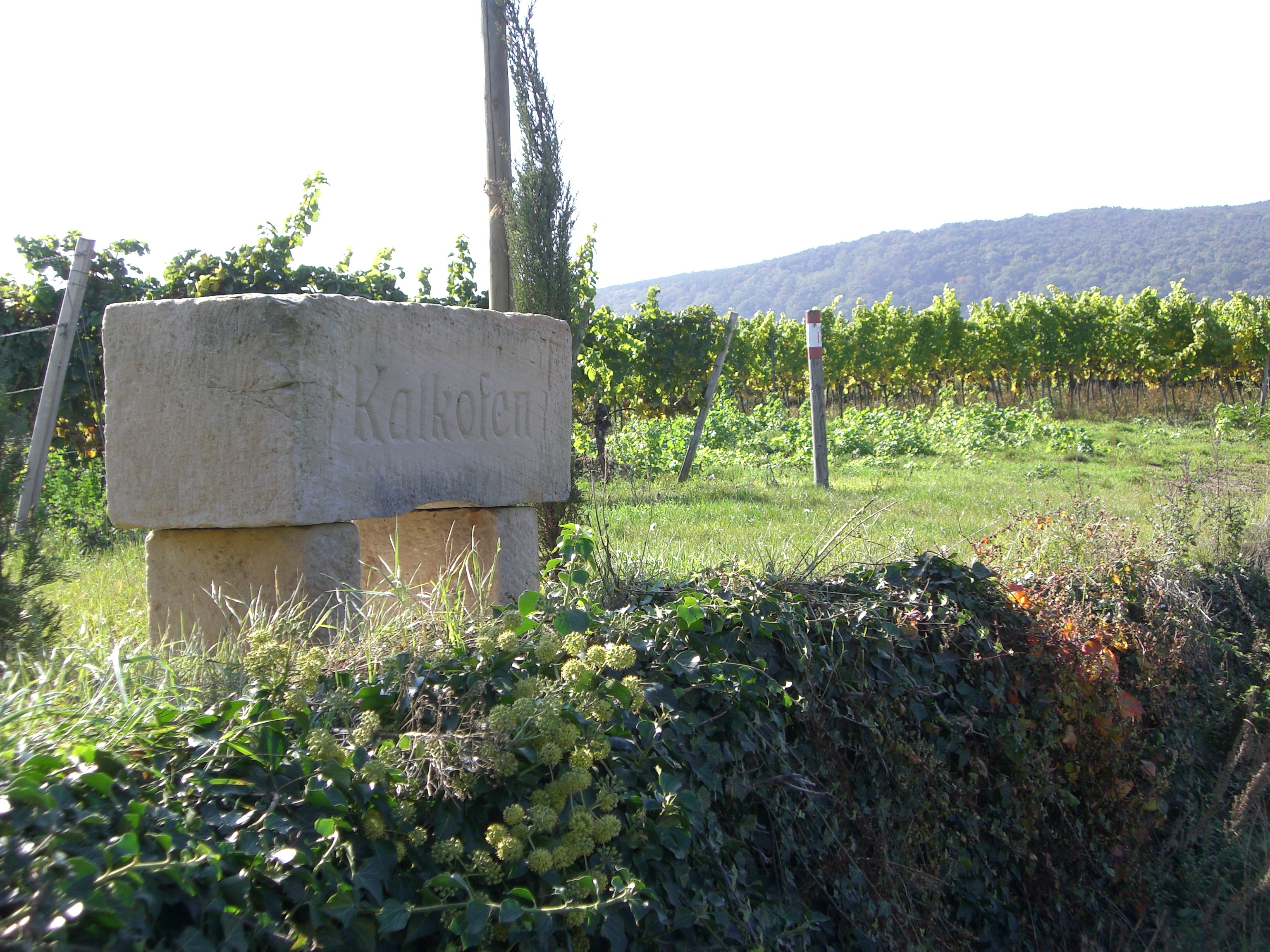
Blick auf die Lage Kalkofen

Kalkofen heißt eine Weinlage der Kleinstadt Deidesheim (Rheinland-Pfalz).

## Lage, Klima, Boden
Der Kalkofen ist eine Einzellage mit einer Fläche von 5,0 ha und Teil der Großlage Forster Mariengarten. Die Lage gehört zum Anbaugebiet Pfalz und hier wiederum zum Bereich Mittelhaardt-Deutsche Weinstraße; sie erstreckt sich nördlich von Deidesheim. Der als Mittelhaardt bezeichnete Übergang des Pfälzerwaldes zum Vorderpfälzer Tiefland bildet hier eine etwa ein bis zwei Kilometer breite Vorhügelzone, wo durch tertiäre und pleistozäne Ablagerungen leichtgründige und fruchtbare Böden vorherrschend sind. Der Gebirgszug der Haardt schützt in seinem Lee die Weinlage vor übermäßigen Niederschlägen, zudem bewirkt die Hangneigung, dass in frostigen Frühjahrsnächten kalte Luftmassen zur Rheinebene hin abfließen können und Erfrierungen an den Reben meist ausbleiben. Der Kalkofen liegt auf einer Höhe von etwa 150 m ü. NHN und ist zu 100 % leicht hängig. Sein Boden besteht aus Kalk, Lehm, mergeligem Ton und vereinzelten Kalksteingeröllen.

## Sage

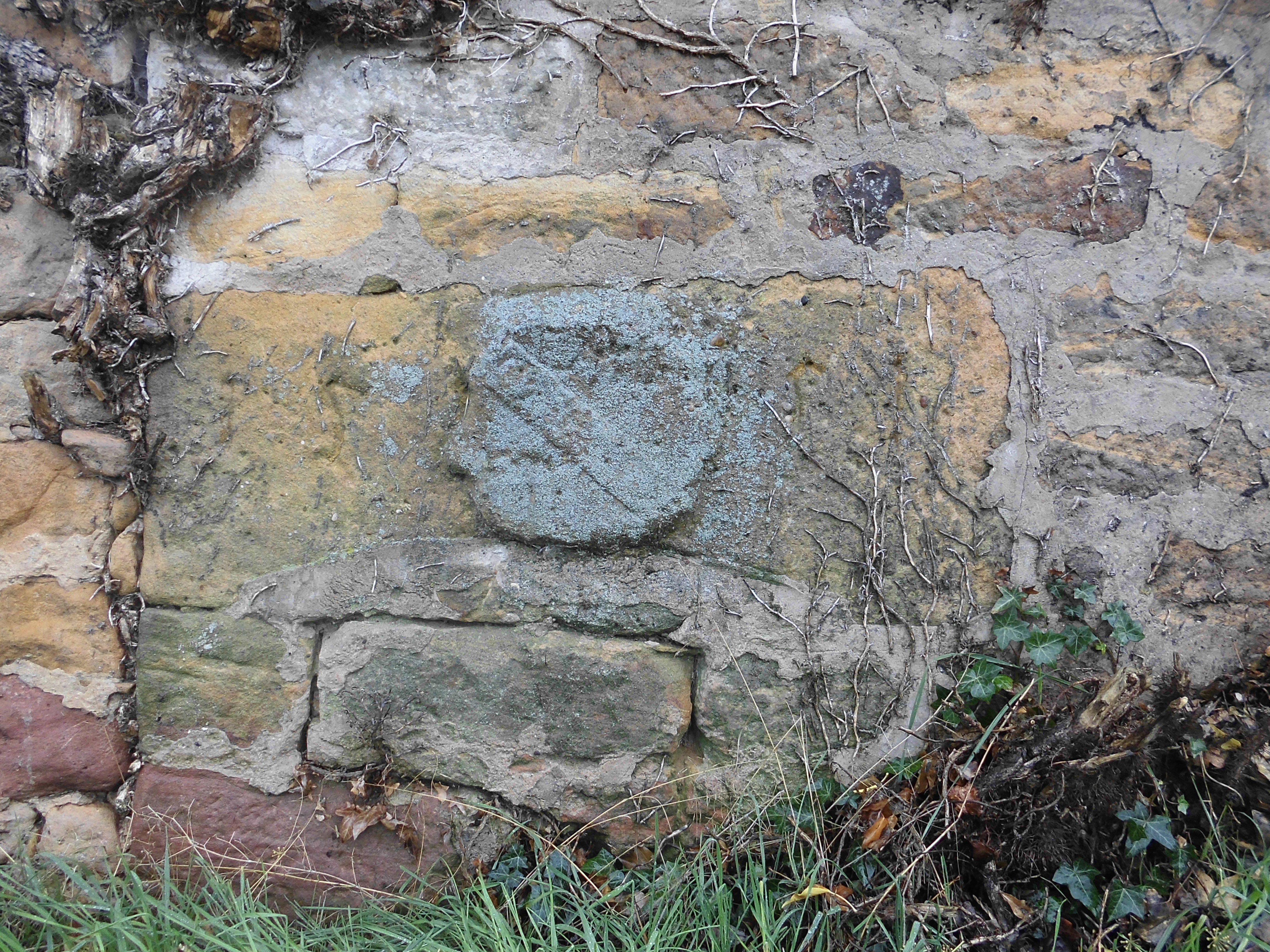
Weinbergsmauer in der Lage Kalkofen mit vermauertem Türsturz

In früherer Zeit, als große Not in Deidesheim herrschte, soll ein Winzer, um seiner Familie ernähren zu können, hier einen großen Weinberg für drei Brote hergegeben haben. Zum Gedenken an diese Begebenheit soll ein Stein in einer Wand vermauert worden sein, auf dem drei runde Brote gemeißelt worden sind. Einen Stein, der dieser Beschreibung entspricht, findet man in einer Mauer des Kalkofens; es handelt sich bei genauerer Betrachtung hierbei jedoch um einen Türsturz, der mit der Jahreszahl 1551 bezeichnet ist und das Wappen der Schliederer von Lachen trägt. Diese Familie hatte in Deidesheim einst ein Anwesen, dort wo heute der Ketschauer Hof ist. Möglicherweise wurde die Mauer hier aus Trümmersteinen errichtet, und der Türsturz wurde so ein Teil derselben.

## Sonstiges
- Der Name wurde im Jahre 1513 erstmals urkundlich erwähnt.[5] Ursprung des Namens ist ein Kalkbrennofen, der dort früher einen Standort hatte.[3]

- Auf dem Kalkofen wird Riesling angebaut. Anteil an der Weinlage haben das Weingut Geheimer Rat Dr. von Bassermann-Jordan, das Weingut Josef Biffar, das Weingut von Winning, und das Weingut Dr. Bürklin-Wolf.
- Der Kalkofen ist eine Erste Lage des VDP[6]
- Weitere Einzellagen mit dem Namen Kalkofen: in der Pfalz Dürkheimer Kalkofen, Leistadter Kalkofen und in der Wachau der Spitzer Kalkofen.